# Thank you, my twilight
『Thank you, my twilight』（サンキュー・マイ・トワイライト）はロックバンド、the pillowsの10枚目のアルバム。

## 概要
the pillowsのアルバムの中でも特にハイファイを意識して作られたアルバムであり、前作『Smile』とは対照的である。代わりにシンセサイザーやキーボードなどの硬質なサウンドが多用されている。ただし「RAIN BRAIN」のように意図的に音をひずませたローファイな作りの楽曲もある。
同日に発売されたB-side集『Another morning, Another pillows』とはほとんど同じ作りのジャケットであり、『Another morning, Another pillows』のジャケットでは写りこんでいるメンバーが女装をしている。

## 収録曲
作詞・作曲：山中さわお（全曲）
1. RAIN BRAIN
2. ビスケットハンマー
3. バビロン 天使の詩
4. My Beautiful Sun (Irene)
5. Come on, ghost
6. ROBOTMAN
7. Ritalin 202
8. 白い夏と緑の自転車 赤い髪と黒いギター (original egoistic version)
19thシングルのアルバム・ヴァージョン。
9. ウィノナ
10. Thank you, my twilight
11. Rookie Jet